# Комментарии (программирование)
Коммента́рии — пояснения к исходному тексту программы, находящиеся непосредственно внутри комментируемого кода. Синтаксис комментариев определяется языком программирования. С точки зрения компилятора или интерпретатора, комментарии — часть текста программы, не влияющая на её семантику. Комментарии не оказывают никакого влияния на результат компиляции программы или её интерпретацию. Помимо исходных текстов программ, комментарии также применяются в языках разметки и языках описания.

## Назначение комментариев
Большинство специалистов сходятся во мнении, что комментарии должны объяснять намерения программиста, а не код; то, что можно выразить на языке программирования, не должно выноситься в комментарии — в частности, надо использовать говорящие названия переменных, функций, классов, методов и других сущностей (см. Соглашения об именах), разбивать программу на лёгкие для понимания части, стремиться к тому, чтобы структура классов и структура баз данных были максимально понятными и прозрачными и т. д. Есть даже мнение (его придерживаются в экстремальном программировании и некоторых других гибких методологиях программирования), что если для понимания программы требуются комментарии — значит, она плохо написана.
Концепция грамотного программирования настаивает на включение в текст программы настолько подробных и продуманных комментариев, чтобы она стала исходным текстом не только для исполняемого кода, но и для сопроводительной документации.
Комментарии часто используются для временного отключения части кода.
В языках C и C++, некоторые[кто?] рекомендуют использовать с той же целью директивы препроцессора (#if 0 … #endif).

## Однострочные и многострочные комментарии
С точки зрения синтаксиса, существуют два вида комментариев. Многострочный комментарий может иметь любую длину, он отмечается специальными символами в начале и конце (например, /* */). Некоторые языки позволяют вложение многострочных комментариев, другие — нет.
Однострочный комментарий отмечается специальным символом в начале (например, //) и продолжается до конца строки. Обычно допускается вложение однострочных комментариев в другие, как одно- так и многострочные комментарии. Способы записи можно чередовать, с точки зрения семантики они одинаковы.

## Аннотации
Другой вид комментариев — аннотации — применяется в набросках доказательств правильности программ. Такие комментарии описывают состояние компьютера, когда программа в процессе выполнения достигнет точки, где расположен комментарий. Программа, снабжённая комментариями-аннотациями, называется аннотированной программой.

## Автоматическая генерация документации
Специальным образом оформленные комментарии (т. н. документирующие комментарии) используются для автоматического создания документации, в первую очередь, к библиотекам функций или классов. Для этого используются генераторы документации, например, такие как javadoc для языка Java, phpDocumentor для PHP, doxygen для C и C++ и др.
Документирующие комментарии как правило оформляются как многострочные комментарии в стиле языка Си. В каждом случае комментарий должен находиться перед документируемым элементом. Первым символом в комментарии (и вначале строк комментария) должен быть *. Блоки разделяются пустыми строками.
Пример документирующего комментария
```
/**

* Имя или краткое описание объекта

* 

* Развёрнутое описание

* 

* @имя_дескриптора значение

* @return тип_данных

*/

```

В некоторых средах программирования (например, Eclipse, NetBeans, Python, Visual Studio) документирующие комментарии используются в качестве интерактивной подсказки по интерфейсу классов и функций.

## Трансляция программ
Во время трансляции комментарии распознаются на стадии лексического анализа (и, соответственно, считаются лексемами). Распознавание на стадии препроцессирования накладно и даже чревато ошибками; включение комментариев в синтаксические диаграммы практически невозможно.

## В различных языках и средах программирования
- 1С
// однострочный комментарий
- Ада

-- однострочный комментарий
- Ассемблер

; однострочный комментарий
COMMENT +
… Многострочный комментарий.
+ Строка с этим символом завершает комментарий, вместо плюса может быть другой символ.
- Бейсик

' однострочный комментарий> — поддерживается не во всех диалектах
REM однострочный комментарий
- BAT-файлы и команды DOS

REM однострочный комментарий
:: однострочный комментарий
- пакетный файл Linux, QNX

# однострочный комментарий
- C, C++, PHP, C#, Java и JavaScript

/* многострочный комментарий */
// однострочный комментарий
# однострочный комментарий (для PHP)
Способ комментирования больших кусков кода в C/C++. Используется не для написания комментариев к программе, а для временного сокрытия части функциональности (в Java и JavaScript невозможен):
#if 0
…кусок кода…
#endif
- Кобол

* (на седьмой позиции)  — однострочный комментарий
- Delphi (Object Pascal)

(* многострочный комментарий *)
{ многострочный комментарий }
// однострочный комментарий
- Форт

\ стандартный однострочный комментарий
( Комментарий до закрывающей скобки. Может быть многострочным (зависит от реализации). Пробел после открывающей скобки обязателен.)
- Фортран

c однострочный комментарий (в старых версиях Фортрана после латинской c должно идти 5 пробелов)
! однострочный комментарий
- HTML, XML, XHTML, XAML, wiki-разметка

<!-- многострочный комментарий -->
- Конфигурационные (ini) файлы

; неиспользуемый ключ либо другой комментарий
- Файлы реестра Windows (REG)

; неиспользуемый ключ либо другой комментарий
- Система аналитических вычислений Mathematica

(* многострочный комментарий *) 
- Система аналитических вычислений Maple

# однострочный комментарий 
- Pascal, Modula-2, Modula-3, Oberon и ML

(* многострочный комментарий *)
{ многострочный комментарий }
- Perl

# однострочный комментарий
=pod
 аналог многострочного комментария, используется для написания документации

=cut
- PowerShell

# однострочный комментарий
<# многострочный комментарий #>
- Python, различные варианты командных оболочек UNIX, AWK, sed, Tcl

# однострочный комментарий
''' многострочный комментарий '''
- PL/SQL

-- однострочный комментарий
/* многострочный комментарий */
- Ruby

=begin
многострочный комментарий
=end
# однострочный комментарий
- Smalltalk

"многострочный комментарий"
- TeX, LaTeX, PostScript

% однострочный комментарий
- Visual Basic

' однострочный комментарий
Rem однострочный комментарий
- Lua

-- однострочный комментарий
 --[[многострочный 
комментарий]] 
 --[[многострочный 
комментарий]]-- 

## Специальные комментарии
Комментарии должны игнорироваться транслятором, но на практике это не всегда так. Некоторые специальные команды транслятору, сильно зависящие от реализации языка программирования, часто оформляются как комментарии.
Например, в диалекте Турбо Паскаль псевдокомментарии {$I-} и {$I+} используются для отключения и включения стандартного контроля ошибок ввода-вывода. Похожие специальные комментарии используются в языке разметки HTML для указания типа SGML-документа, «экранирования» таблиц стилей и сценариев на языках JavaScript и VBScript:
```
 
<!DOCTYPE HTML PUBLIC "-//W3C//DTD HTML 4.0//EN" "http://www.w3.org/TR/REC-html40/strict.dtd">

 …
 
<
STYLE
 
TYPE
=
"text/css"
>

 
<!
--

 
…
 
описание
 
стилей

 
--
>

 
</
STYLE
>

 …
 
<
SCRIPT
 
TYPE
=
"text/javascript"
>

  
<!--
 
скрыть
 
содержимое
 
сценария
 
от
 
старых
 
браузеров

  
…
 
код
 
сценария
 
на
 
JavaScript

  
// конец скрытого содержимого -->

 
</
SCRIPT
>

```

Некоторые комментарии программисты используют в ходе своей работы. Подобные комментарии особенно полезны, когда над одним кодом работает несколько разработчиков. Так, комментарием TODO обычно помечают участок кода, который программист оставляет незавершённым, чтобы вернуться к нему позже. Комментарий FIXME помечает обнаруженную ошибку, которую решают исправить позже. Комментарий XXX обозначает найденную критическую ошибку, без исправления которой нельзя продолжать дальнейшую работу.